# Corneille Hipolite Berail
Corneille Hipolite Berail (Montpellier, 30 juni 1795 – Sint-Michielsgestel, 6 februari 1891) was een Frans-Nederlands ondernemer en zijdeteler.
Berail was de zoon van de Franse wijnkoopman Louis Berail en de Tilburgse notarisdochter Maria Anna Sophia Bles. Op 26 april 1801 wordt hij gedoopt te Chaam. Hij groeide op in Montpellier en maakte er kennis met de zijdeteelt. Ook leerde hij daar het zakenleven kennen.
Op 6 januari 1819 trouwde Berail te Boxtel met Henriette Struuck van der Steege, dochter van de legerofficier Philibert Lyphart van der Steege en Geertruida Gijsbertha van Randwijck, die de titel van gravin mocht voeren. Uit dit huwelijk werden twaalf kinderen geboren. Geertruida kreeg een grote bruidsschat mee.
Met deze bruidsschat werd in 1819 het kasteeltje Kleine Ruwenberg in Sint-Michielsgestel gekocht, dat ook een brouwerij en landerijen omvatte, en nog enkele andere percelen in de omgeving. Berail nam het bierbrouwen ter hand alsmede een azijnfabriekje. Deze activiteiten werden geen succes. Met het kweken van buitenlandse boomsoorten ging het beter. Hij was de eerste die de uit Amerika afkomstige vederesdoorn wist te kweken, en zorgde zo voor de verspreiding van deze boom in Nederland.

## Zijdeteelt

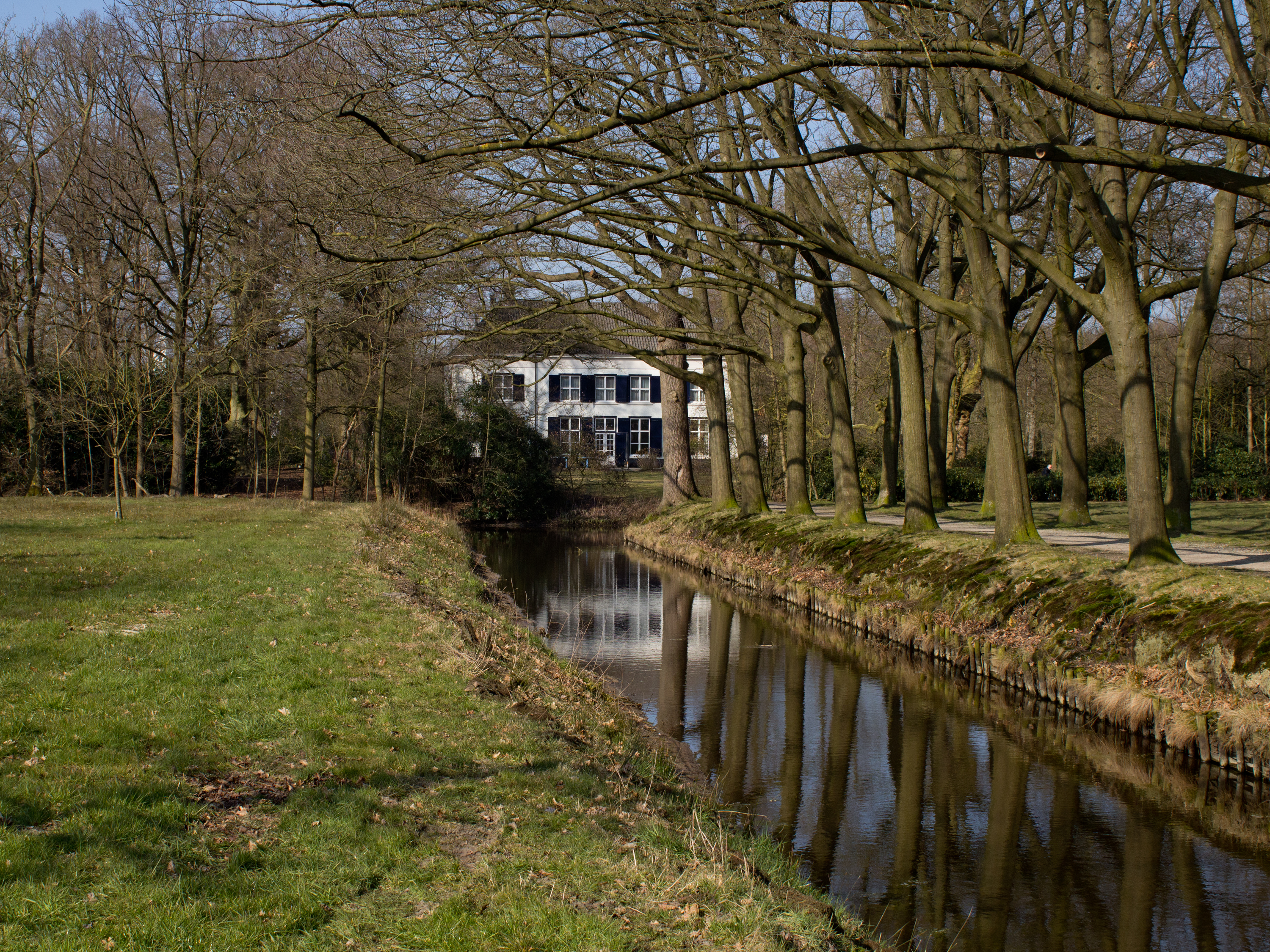
De Kleine Ruwenberg

Vanaf 1827 ging hij ook de witte moerbei (Morus alba) kweken, de voedselplant voor de zijderups. Reeds in 1829 produceerde hij de eerste ruwe zijde. De voor dit alles benodigde investeringen maakten echter dat hij in financiële problemen kwam. Ondanks de steun van Koning Willem I liepen zijn schulden op. In 1837 werden de meeste van zijn goederen, inclusief de Kleine Ruwenberg, bij openbare verkoop verkocht aan Jacob van Beresteijn.
Berail ging echter verder met het ontwikkelen van de zijdeteelt. Op 12 juli 1838 werd de Maatschappij tot invoering der zijdeteelt in Noord-Brabant opgericht, die aandelen uitgaf en waarvan Berail de directeur werd. De Kleine Ruwenberg werd het Etablissement voor de Zijdeteelt gedoopt en het gehele productieproces, inclusief de verkoop, zou daar worden samengebracht. Op 4 februari 1842 brandde het kasteel echter af, en de verzekering vergoedde niets. Berail werd verder geconfronteerd met fraude door de aannemer en met onjuiste beslissingen van het bestuur van de Maatschappij, waarvan Berail dan weer de schuld kreeg. Zo stierven er vele zijderupsen doordat de verwarmingstoestellen te laat werden geplaatst, waardoor de onderneming in 1843 dreigde te moeten stoppen.
Er kwam een nieuw bestuur, maar de verliezen werden te hoog en in 1847 werd de Maatschappij opgeheven. De zaak werd in der minne geschikt en Berail mocht zich weer eigenaar van de Kleine Ruwenberg noemen, maar hij trok zich verbitterd van de zijdeteelt af en schreef in 1861 hieromtrent dat na alles wat ik voor de invoering van de zijdeteelt gedaan en geleden heb, ik mijn hart er geheel van afgetrokken heb zoo zelfs, dat het mij walgt er iets van te hooren. In 1851 was overigens ook zijn vrouw gestorven.
Niettemin was aangetoond dat het mogelijk was om in Noord-Brabant de moerbeiboom te kweken en zijde te produceren. In 1864 vlamde de discussie over de invoering van de zijdeteelt in Noord-Brabant dan ook weer op.

## Trivia
Theo Tromp, gewezen vicepresident van het Philips-concern, stamt via moederszijde af van Corneille Berail en erfde uiteindelijk de Kleine Ruwenberg.

## Externe bron
- Biografie op Brabantserfgoed.nl